# 30-й армійський корпус (Велика Британія)
XXX корпус Великої Британії (англ. XXX Corps (United Kingdom) — військове об'єднання, армійський корпус армії Великої Британії часів Другої світової війни.